# Friso Wielenga
Johan Willem Friso Wielenga (* 1956 in Rotterdam) ist ein niederländischer Historiker, der sich besonders mit deutscher Zeitgeschichte und den deutsch-niederländischen Beziehungen befasst. Er leitete von 1999 bis 2021 das Zentrum für Niederlande-Studien der Universität Münster.

## Leben und Wirken
Friso Wielenga studierte von 1975 bis 1978 Geschichte und Politik an der Vrije Universiteit Amsterdam und 1982/1983 mit einem DAAD-Stipendium an der Universität Bonn. Mit einer Arbeit über die Beziehungen zwischen den Niederlanden und Westdeutschland in den ersten Jahren der Bundesrepublik (1949–1955) wurde er 1989 bei Jürgen C. Heß an der Vrije Universiteit Amsterdam promoviert. Anschließend lehrte er Internationale Beziehungen an der Universität Groningen und ab 1990 als Universitätsdozent für Politische Geschichte an der Universität Utrecht. 1992 wurde er außerordentlicher Professor für Deutschlandstudien an der Universität Groningen und 1997 außerordentlicher Professor für Neuere und neueste deutsche Geschichte an der Universität Utrecht.
Friso Wielenga war von 1999 bis 2021 Direktor des Zentrums für Niederlande-Studien an der Westfälischen Wilhelms-Universität Münster. Er arbeitet journalistisch bei den niederländischen Tageszeitungen de Volkskrant und NRC Handelsblad. Von 2001 bis 2005 war er Beauftragter des Bundeslandes Nordrhein-Westfalen für die Förderung der Beziehungen zwischen den Universitäten des Bundeslandes und den Universitäten der Beneluxländer. 2021 ging er in den Ruhestand.
2015 wurde er für seine Verdienste um die deutsch-niederländischen Beziehungen mit dem Bundesverdienstkreuz am Bande ausgezeichnet.

## Schriften
- West-Duitsland. Partner uit noodzaak. Nederland an de Bondsrepubliek 1949–1955. Het Spectrum, Utrecht 1989, ISBN 90-274-2187-0.
- Schaduwen van de Duitse geschiedenis. De omgamg met het nazi- en DDR-verleden in de Bondsrepubliek Duitsland. Boom, Amsterdam 1993, ISBN 90-5352-109-7.
Deutsche Ausgabe: Schatten deutscher Geschichte. Der Umgang mit dem Nationalsozialismus und der DDR-Vergangenheit in der Bundesrepublik. Aus dem Niederländischen von Christoph Strupp. SH, Vierow bei Greifswald 1995, ISBN 3-89498-015-X.
- Vom Feind zum Partner. Die Niederlande und Deutschland seit 1945. Mit einem Vorwort von Wolfgang Clement. (Originaltitel Van vijand tot bondgenoot.) Aus dem Niederländischen von Christoph Strupp und Anne Wielenga-Flohr. Agenda, Münster 2000, ISBN 3-89688-072-1.
- mit Ilona Riek: Niederlande- und Belgienforschung in der Bundesrepublik Deutschland. Waxmann, Münster 2003, ISBN 3-8309-1250-1.
- Die Niederlande. Politik und politische Kultur im 20. Jahrhundert. Waxmann, Münster/New York/München/Berlin 2008, ISBN 978-3-8309-1844-8.
Niederländische Ausgabe: Nederland in de twintigste eeuw. Boom, Amsterdam 2009, ISBN 978-90-850-6714-6.
- Geschichte der Niederlande. Aus dem Niederländischen von Annegret Klinzmann. Reclam, Stuttgart 2012, ISBN 978-3-15-010893-2.